# Siphonopidae
A Siphonopidae a kétéltűek (Amphibia) osztályába és a lábatlan kétéltűek (Gymnophiona) rendjébe tartozó család. A nemeket és fajokat 2014-ben morfológiai és molekuláris vizsgálatok eredményeként választották le a féreggőtefélék (Caeciliidae) családjából.

## Rendszerezés
A családba az alábbi nemek és fajok tartoznak.
- Brasilotyphlus Taylor, 1968 –3 faj
  - Brasilotyphlus braziliensis
  - Brasilotyphlus dubium
  - Brasilotyphlus guarantanus

- Luetkenotyphlus Taylor, 1968 – 2 faj
  - Luetkenotyphlus brasiliensis
  - Luetkenotyphlus fredi

- Microcaecilia Taylor, 1968 – 16 faj
  - Microcaecilia albiceps
  - Microcaecilia butantan
  - Microcaecilia dermatophaga
  - Microcaecilia grandis
  - Microcaecilia iwokramae
  - Microcaecilia iyob
  - Microcaecilia marvaleewakeae
  - Microcaecilia nicefori
  - Microcaecilia pricei
  - Microcaecilia rabei
  - Microcaecilia rochai
  - Microcaecilia savagei
  - Microcaecilia supernumeraria
  - Microcaecilia taylori
  - Microcaecilia trombetas
  - Microcaecilia unicolor

- Mimosiphonops Taylor, 1968 – 2 faj
  - Mimosiphonops reinhardti
  - Mimosiphonops vermiculatus

- Siphonops Wagler, 1928 – 5 faj
  - gyűrűs gilisztagőte (Siphonops annulatus)
  - Siphonops hardyi
  - Siphonops insulanus
  - Siphonops leucoderus
  - Siphonops paulensis